# Miguel Ángel Sainz
Miguel Ángel Sáinz Jiménez (Aldeanueva de Ebro, La Rioja, 4 de julio de 1955 – id. 17 de noviembre de 2002) fue un pintor, escultor, arquitecto y cineasta riojano, considerado uno de los más grandes artistas que ha dado esta comunidad.
Desarrolló una extensa labor artística a pesar de su prematuro fallecimiento a la edad de 47. La mayor parte de sus obras se encuentran repartidas por los diversos municipios riojanos y de la Ribera Navarra.

## Biografía
Nació y vivió gran parte de su vida en Aldeanueva de Ebro, La Rioja (España). Fue un artista completo y "complejo". Su obra abarca el dibujo, la pintura, la escultura, la forja, la talla, el grabado, las vidrieras emplomadas y las de hormigón, el cine como amateur, (realizó varios cortos), la literatura (escribía casi a diario, aunque no publicó nada), el diseño de muebles, lámparas y casas. El arquitecto Gerardo Cuadra, en una conferencia que impartió sobre Miguel Ángel Sáinz al poco de su muerte, lo definió como un "hombre del Renacimiento" en el siglo XX. Todo lo estudiaba, lo analizaba, lo investigaba, lo usaba en su obra, nada quedaba ajeno a su interés.
A una genialidad innata le sumó una vida de estudio intenso y trabajo incansable, que dio como resultado un número de obras tan grande y de tanta calidad que quienes no lo han conocido no terminan de creer que un solo hombre y en una vida tan breve las haya podido realizar.
Sintió gran admiración por el arte clásico griego, por la filosofía y por la mitología. También le atraía muchísimo el Egipto de los faraones y conocía casi de memoria el Antiguo y el Nuevo Testamento, por eso en sus obras tanto pictóricas como escultóricas abundan los temas mitológicas y bíblicos.
En pintura utilizó principalmente óleos y acrílicos, pintó abundantes paisajes y personajes diversos con un estilo "figurativo", pero con tal libertad de pincelada y con el uso tan magistral de los colores y sus enormes conocimientos de perspectiva consiguió cuadros imposibles de clasificar, imponentes.
En escultura utilizó la figura humana como principal motivo, bien en piedra natural, artificial, bronce, poliéster o talla en madera. Su obra escultórica se podría dividir en tres grupos
1. La pública o civil que se encuentra principalmente en plazas, fuentes, rotondas y calles de diversas localidades de La Rioja, Navarra, Lleida, Gran Canaria.
2. La religiosa que es extensísima y se reparte por innumerables iglesias y conventos de La Rioja, Navarra, Aragón, Madrid, Extremadura.
3. La privada es menos extensa, pero igual de importante y bella. Destaca la colección de BODEGAS ONTAÑÓN en Logroño, donde se pueden admirar cuadros, esculturas, vidrieras, lámparas y muebles diseñados por él.

Las vidrieras de Miguel Ángel Sáinz están repartidas por iglesias, viviendas particulares, bodegas y edificios públicos, como el Bar Picasso de Logroño.
También diseñó varias casas particulares en Aldeanueva de Ebro, su pueblo natal.

### Formación
Cursó estudios de Bellas Artes en Madrid, quedando número uno de su promoción a nivel nacional.

## Obra artística
Pinacoteca Juan Manuel Sáinz - Galería virtual con la obra de Miguel Ángel Sáinzpara ver la exposición permanente visite la web http://pinacotecajuanmanuelsainz.es/  para concertar una visita.

### Escultura
1977-79 Atrio de la Iglesia de Aldeanueva, mosaicos y esculturasdos mosaicos realizados en taracea de mármol, de 16 m de longitud por 2 m de anchura cada uno. El primero, Mosaico I (verano de 1977), hace referencia a los actos religiosos populares, y el segundo, Mosaico II (verano de 1978), es una metáfora de las etapas de la vida humana, comparadas con las formas de los olivos. Dos esculturas de tamaño natural, en marmolina. Una construye una fuente, Mujer Recostada (1978). El agua cae de la escultura a una pila de 2 m de longitud, en cuyo fondo tiene una taracea de mármol, Diosa Madre Recostada. La segunda escultura, Jesús y la Adúltera (1.979), hace referencia a este tema evangélico.
Los Picuezos , 2002, Plaza de España, Autolen piedra artificial, representan la leyenda de los Picuezos, cuando dos seres, hombre y mujer, se transformaron en piedra por no ser honestos con la verdad, dando con su cuerpo metamorfoseado la configuración actual de las rocas. El Picuezo tiene 3,35 m de altura, La Picueza 2,5 m.
Cristo Caminando Sobre Las Aguasescultura que preside la fachada principal de la iglesia, sobre la vidriera Pies de Jesús sobre las Aguas. En poliéster traslúcido de 2,5 m de alto. Con su mano izquierda reprime la cobardía de su iglesia, mientras que con la derecha la anima a seguir caminando con él. La fachada completa su diseño con ocho esculturas más de figuras de la comunidad cristiana, aún no realizadas.
2000 Perséfone. Escultura. Bodegas Ontañón, Logroñoen poliéster traslúcido sobre pedestal de hierro Tamaño mayor que el natural. Representa a la diosa mitológica Perséfone, con un grano de uva en su mano izquierda. Situada en el botellero llamado Cripta.
2000 Ganímedes. Escultura. Bodegas Ontañón, Logroñoen poliéster traslúcido, de 5,5 m de altura, colocada en la fachada principal de la bodega. Representa a Ganímedes, el copero de Zeus.
2001 Monumento a La Vendimia, en Haro, La Riojaconjunto escultórico compuesto por figuras de gran tamaño. La figura Niño con Copa, de 2,5 m de altura, da la escala al resto de las esculturas Mujer-Madre, y Caballo, Hombre y Comportillos. En bronce y piedra natural. Situado el conjunto en la rotonda del Barrio de Las Bodegas. Encargo del Ayuntamiento de Haro, siendo alcalde Patricio Capellán. Narrativamente el niño ha tomado las uvas de la Madre Vid y las hecha en los comportillos que un caballo transporta al lagar, conducido por la figura de un hombre. Los trabajos se iniciaron en octubre del 2000 y se entregó la obra en septiembre de 2001.
2001 San Pedro, en Huércanos, La Riojaen piedra artificial, 1,6 m de altura. Colocado en la hornacina de la fachada principal de la iglesia parroquial.
2001 Santos Alfaro, escultura, en Valverde, La Riojacabeza de 6 dm de altura sobre pedestal de ladrillo antiguo y piedra artificial. Escultura homenaje a Santos Alfaro, benefactor del pueblo de Valverde.
2001 Ángel de La Resurrección, en la plaza de la iglesia de La Presentación de la Virgen, en Zaragozaescultura en piedra artificial de 2,75 cm de altura que representa a un hombre mostrando la cruz del resucitado, en acero inoxidable. Ambos elementos sobre pedestales de hormigón.
2002 Cristo, en la iglesia de San José, en Logroñoescultura en madera de arce, ensamblada por Ángel Martínez, de 2,20 m de altura. Situada en el lado izquierdo del presbiterio del templo.

### Pintura
1974-79maniquíes y Coche Volcado. Carboncillo. 1.º de BB AA. Del autor.
Estante. Óleo sobre lienzo. 1.º de BB AA. De la familia.
Máscara de Cerdo. Óleo. 1.º de BB AA. De Vigoa.
Maniquí con Paraguas. Óleo sobre lienzo. 1.º de BB AA. De JMS
Venus. Murales y cuadros de la discoteca Venus. 75. Discoteca Venus.
Procesión de Semana Santa y Olivos. Óleo sobre lienzo, 75. De Gloria S.
Hombre y Maniquí. Óleo sobre lienzo. 3.º de BB AA. De Gloria S.
Paisaje en Claroscuro. Óleo sobre lienzo. 4.º BB AA. De la familia.
Olivos y el Agudo. Acrílico sobre lienzo. 4.º BB AA. De José García
Retablo de Apuntes. Acrílico sobre tabla. 4.º de BB AA. De JM S
Paisaje. Acrílico sobre lienzo. 4.º de BB AA. De Paco Gutiérrez
Apuntes de Paisajes. Acrílicos sobre tabla. 4.º de BB AA. De la familia
Lavatorio. Caseína sobre lienzo, 4.º de Bellas Artes. De Fernando Pérez San Juan
San Bartolomé. Técnica mixta sobre tabla. 4.º BB AA. De Gloria S.
Carapuchete. Técnica mixta sobre tabla. 4.º BB AA. De Vigoa
Vacas Corriendo. Técnica mixta. 4.º BB AA. De Roberto González
Torre. Técnica mixta sobre tabla. 4.º BB AA. De Roberto González.
Diálogo. Técnica mixta sobre tabla. 4.º BB AA. De J.A. Valderrama.
Colección Luis Guillén. Olivos y Rostro, La Soledad, Montaña-mujer, Ecce Homo. 75-79. Óleos de pequeño formato.
Rostro de Cristo, Retrato de Mica, Susana, Atardecer, óleos sobre lienzo, 75-79. Retrato de Gloria, plumilla, Discóbolo, Mujer y Biombo, Niño de la Espina, carboncillos. Colección Familiar.
Vía Crucis, pintura mural. Parroquia de la presentación de la Virgen, en Zaragozapintura sobre tablero. Recorre el lateral de la capilla del Santísimo. Acrílicos. 12 m de largo por 8 dm de alto aprox. Comienza el relato con la última cena y termina con la resurrección, no ajustándose al concepto de las estaciones del vía crucis tradicional
2000 Dibujos de Atletasveinte dibujos en grafito y pastel sobre tablero, de 6 × 4 dm cada uno. Diez de ellos entregados como trofeos a los mejores atletas riojanos del 2000. Representan momentos previos a la carrera de los cien metros, modalidad femenina.

### Arquitectura
Iglesia de San Pío X, 2000 , en Logroño. Esculturas y muralesdirección y diseño de la fachada y del interior del templo. Las obras se iniciaron en el 1.999 y es inaugurada la iglesia en abril del 2000.
2002 Diseño de la fachada de casa de Juan Cruz y Lydia en la plaza de Aldeanueva de Ebro
2002 Restauración del interior de la Iglesia de Santo Tomás en Arnedo
2001 Casa de Javier Rubio y Mª Luz, en Aldeanueva de Ebro.
2000 Ampliación del Taller de Escultura, en Aldeanueva.
2000 Reforma del interior de la Iglesia Parroquial de Aldeanueva de Ebro.
Proyecto y dirección de obra de la reforma del interior del templo, del siglo XVI, que incluía el cambio de tarimas, zócalos, lámparas, bancos y nuevo presbiterio. Se comenzaron las obras en septiembre y se inauguró en abril de 2001. Siendo párroco Jesús López.

### Vidrierismo
2000 Vidriera del Espíritu Santo, para la Parroquia del Espíritu Santo, en Logroñoemplomada por Jacinto Sáinz. 190 x 105 cm En el presbiterio de la iglesia provisional.
2001 Iglesia de la Santísima Trinidad, en Calahorravidrieras de la Trinidad, en cemento, 35 m², situadas en la cúpula del templo.
La Trinidad, cuadro mural que preside el templo. Acrílico sobre tablero, 2,5 x 2,5 m
Diseño de la cúpula, bancos y presbiterio con todos sus elementos litúrgicos.
2001 Vidrieras Barricarte, en las bodegas Montesa de Rioja, Aldeanueva de Ebroen cemento, 16 ventanales con temas de la vid y el vino.
2001 Vidrieras Pastor Domeco, en las bodegas Pastor Domeco, en Aldeanuevavidrieras de cemento para cinco ventanales, utilizando además del vidrio el alabastro
2002 Vidrieras Adoratrices, en el oratorio de las Madres Adoratrices, en Logroñoemplomada, de 3,5 m², representando la Forma Consagrada y el Cáliz.
2002 Vidrieras Pastor Domeco, Copas, en las Bodegas Pastor Domeco, en Aldeanuevaemplomadas, 3 m² recreando las formas de tres copas de vino.
2000 Vidriera de Vulcano y Vidrieras con Círculos, Aldeanueva de Ebroen cemento. La primera, 25 x 12 dm (1999) en la casa de Félix Carlos. Las segundas, de 4 m² en total, para la casa de Jesús Mari y Natalia.
2002 Vidriera del Centauro para las bodegas Ontañon en Aldeanueva de Ebroen cemento, realizada por Félix y Mº Pilar

### Exposiciones
2000 Exposición “Formas e Imágenes. El Arte Contemporáneo en La Rioja”.
Exposición individual dentro de un ciclo de exposiciones durante el año 2000, en la sala de la Fundación Caja Rioja, en Logroño. Obras expuestasViñedos con Nieve, Primeras Nieves, Lluvias, En el Lago de Tiberíades, Jesús y Pedro, Torre de Aldeanueva, Epifanía Frente al Monte Agudo I, Oración, Madre, Santa Teresita niña, Santa Teresita Adolescente, Paisaje en Claroscuro, Tibierita, Primera Comunión, Sagrario, Mujer en la Playa, Noé, Niño y Uvas, Atenea, Toro y Manos, Centauro, Mujer y Paño, Dionisio, Dionisio y Ariadna y Torso de Mujer Intelectual.
2000 Exposición: “San Millán de la Cogolla, Patrimonio de la Humanidad”.
En el Parlamento de La Rioja, Logroño. Obra expuesta: San Millán.
2000 Exposición “Artistas Riojanos para Un Milenio”.
En el Palacio de San Nicolás, Briones. Obra expuesta: Dibujo de Mujer.
2002 Exposición individual en la galería Pedro Torres, en Logroñocolección de 20 obras de dibujo y pintura, realizadas entre los meses de diciembre y abril del 2002: Atleta 1, Atleta 2, Atleta 3, Atleta 4, Rostro de Mujer 1, Rostro de Mujer 2, Rostro de Mujer 3, Mujer Atlante 1, Mujer Atlante 2, Dido, Eneas, Rey Mago 1, Rey Mago 2, Hombre, Viñas Rojas, Cepas y Nieve, Olivo 1, Olivo 2, El Olivo Transfigurado, Manos, Niño en la Playa.

### Otras disciplinas
Carpintería, Altares Escultóricos, Cirios, Sagrario XII, Lámparas y Modelo para los plafones de la escayola del techo. Las paredes irán decoradas con un programa iconográfico de murales, al que pertenece el ya realizado Jesús de Las Bienaventuranzas, acrílico sobre tabla curvada, de 27 x 25 dm La iglesia se inauguró en abril de 2000. Con Carlos y Abilio como sacerdotes. Arquitecto, Ignacio Rodríguez.
2001 Ilustraciones de Un Sueño, Para el libro de Serendipity MaiorInterpreta tus propios sueños, de Gendlin: cuatro dibujos a plumilla, encargo del director de la edición Carlos Alemany.